# LZ 85 'L45'

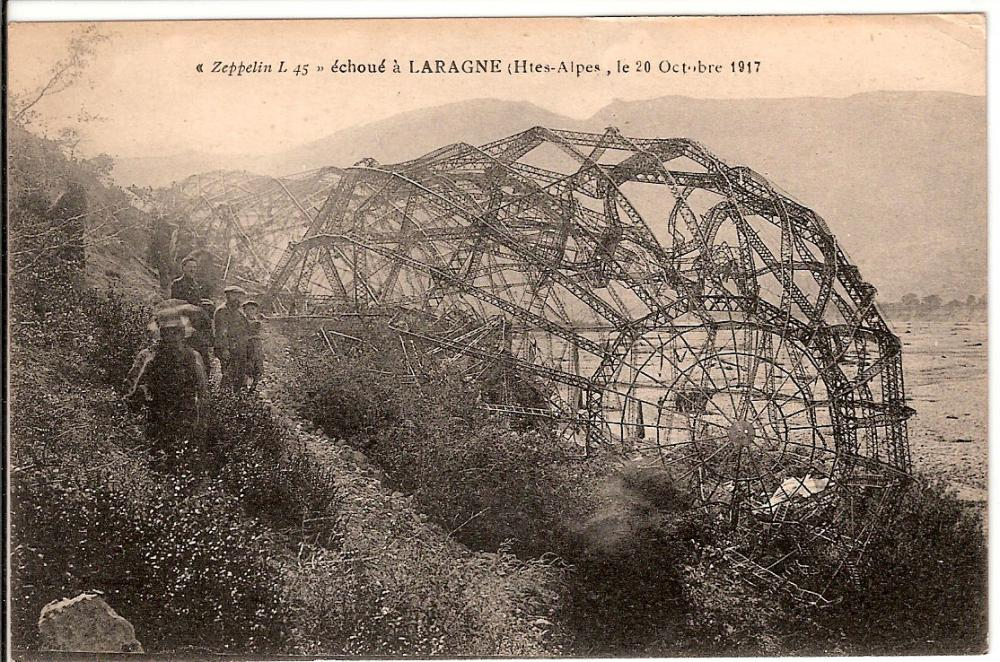
De resten van de L45 in Laragne

De LZ 85 'L45' was een zeppelin bij de Duitse marine tijdens de Eerste Wereldoorlog.
Het luchtschip werd in dienst genomen op 12 april 1917. Als 85e zeppelin die werd gebouwd, behoorde de L45 tot een nieuwe generatie die hoger kon vliegen. Het luchtschip was 196,3 meter lang en had een bemanning van zeventien. Het luchtschip was bewapend met zeven bommen van 300 kg. 
De L45 voerde twaalf verkenningsvluchten uit rond de Noordzee en verder drie aanvallen op Engeland waarbij 4.700 kg bommen werd afgeworpen. Het luchtschip werd op 20 oktober 1917 vernietigd door de eigen bemanning na een noodlanding bij Laragne in Zuid-Frankrijk.

## The Silent Raid

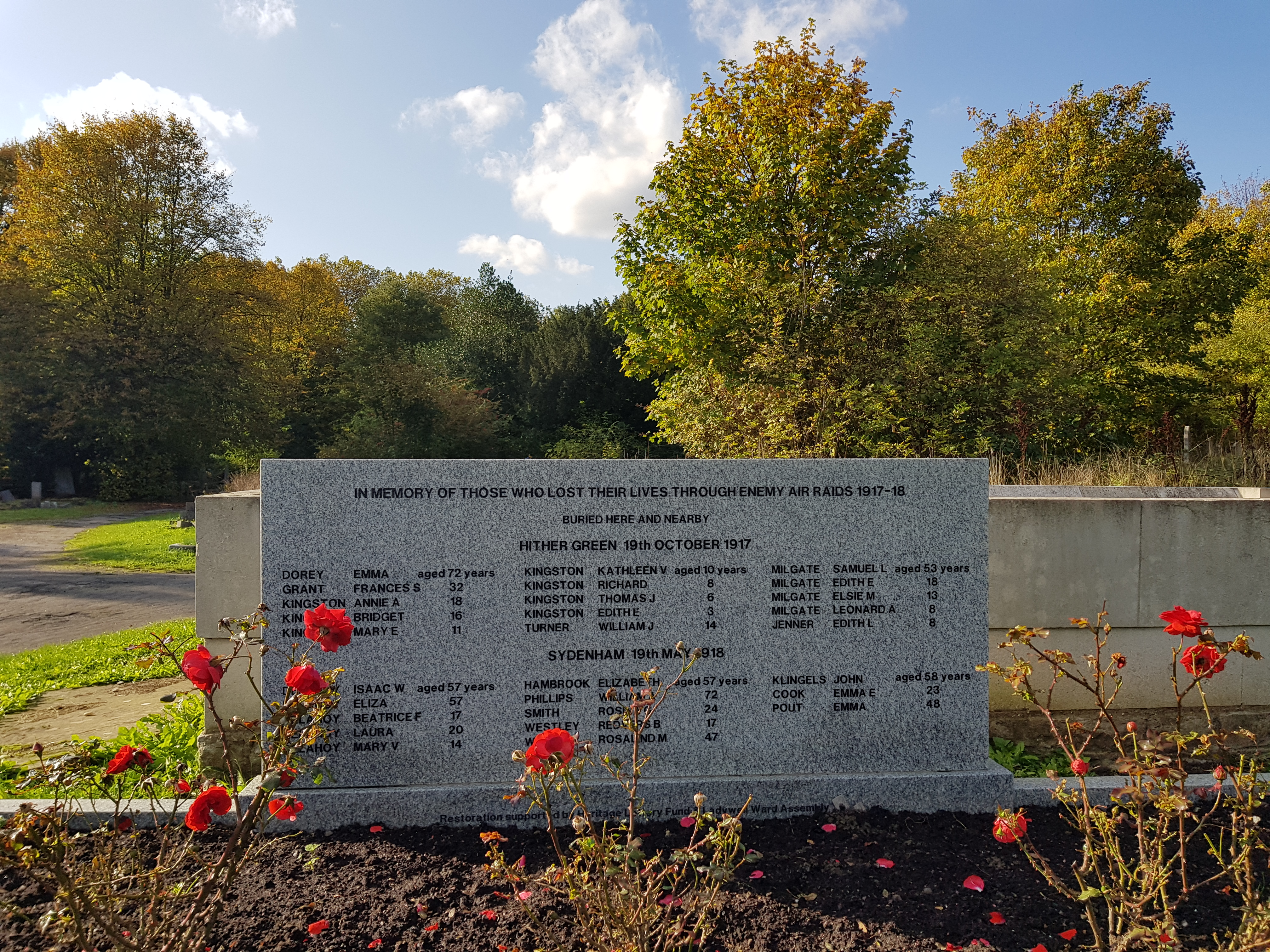
Herdenkingsmonument op Brockley & Ladywell Cemeteries, met bovenaan de namen van de slachtoffers van de aanval op Hither Green

In oktober 1917 vertrokken elf zeppelins uit Duitsland naar het noorden van Engeland in de laatste grote bombardementsmissie van de oorlog. Door het slechte weer raakte geen enkele van de zeppelins ter plaatse. De L45 onder leiding van Kapitän-Leutnant Waldemar Kölle had als oorspronkelijk doelwit het industriegebied van Sheffield maar kwam boven het zuidoosten van Engeland terecht. Door een aanval van Britse jachtvliegtuigen was de zeppelin gedwongen meer hoogte te nemen. Hij vloog zo hoog dat de temperatuur 's nachts zakte tot -8° C en dat sommige bemanningsleden last kregen van hoogteziekte. In de nacht van 19 oktober was de zeppelin boven Londen. De bemanning herkende de Theems en zag zoeklichten en besliste om daar de bommen af te werpen. Die kwamen neer op Hendon, Piccadilly, Camberwell en Hither Green. In Picadilly vielen zeven doden. Een bom van 300 kg viel op enkele huizen op de hoek van Calmington Road en Albany Road in Camberwell. Daarbij vielen tien doden en een twintigtal gewonden. En op Glenview Road in Hither Green vielen vijftien doden waaronder zeven kinderen uit een gezin. Deze luchtaanval op Londen waarbij in totaal 32 doden vielen, werd bekend als The Silent Raid, omdat de Britse luchtafweer niet in actie kwam. De zeppelin vloog boven de wolken en buiten het bereik van de luchtafweerkanonnen.

## Neerstorten

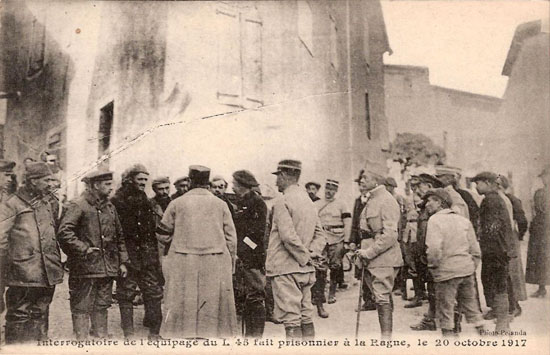
De gevangen genomen bemanning van de L45

Op de terugweg vloog de L45 over Amiens en Compiègne maar viel zonder brandstof. Door de hevige winden dreef de zeppelin af naar het zuiden van Frankrijk. Hij kwam op 20 oktober neer in Laragne in de Franse Alpen. De bemanning dacht te zijn geland in Zwitserland en stak de zeppelin in brand met een vuurpijl. Ze werden onthaald door Duitse krijgsgevangenen die in de buurt de velden bewerkten. De bemanning van zeventien werd gevangen genomen en afgevoerd naar het gemeentehuis van Laragne en later naar krijgsgevangenschap. Het duraluminium waarvan het skelet van de zeppelin was gemaakt, werd gerecupereerd door het Franse leger.